# Chiripá (roupa)

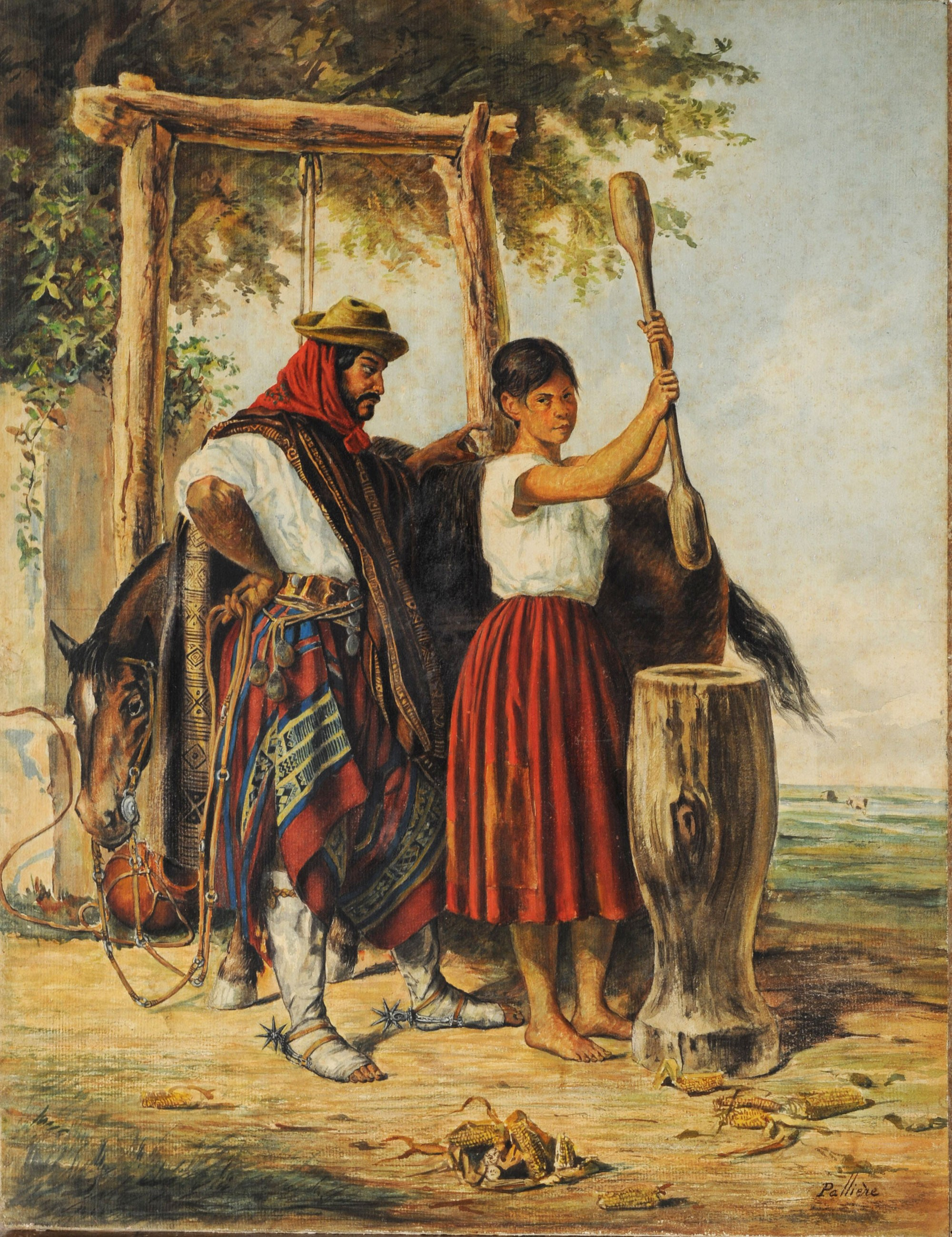
A esteira de milho de Juan León Pallière. O gaúcho à esquerda usa chiripa e poncho. Pintura do meio do século XIX

O chiripá é uma peça tradicional da indumentária gaúcha até meados do Século XIX. Tem dois "modelos" diferentes, cada um condizendo com as necessidades do homem do campo do Rio Grande do Sul. Uma vez que a história socioeconômica do Rio Grande do Sul e dos países platinos Argentina, Uruguai e Paraguai desenvolveu-se de maneira semelhante, é possível encontrar o registro do uso do chiripá nessas três regiões, sendo que na guerra do Paraguai foi amplamente utilizado pela tropa Guarani, ao passo que as tropas da Tríplice Aliança foram abandonando seu uso, substituindo-o pelas bombachas compradas da Inglaterra.
O primeiro tipo é o chamado primitivo, e foi introduzido no cotidiano do gaúcho pela cultura indígena. Já o segundo é o chamado chiripá farroupilha, tendo em vista que teve amplo uso durante a Revolução Farroupilha.

## O Chiripá Primitivo
De origem indígena, surgiu antes da metade do Século XVIII, sendo utilizado pelas tribos de índios cavaleiros, os Mbaias – charruas, minuanos, etc. Consistia, basicamente, numa grande tira de pano enrolada na cintura, como uma saia. Os povos indígenas sob a influência dos Tapes e, posteriormente, das Missões Jesuíticas, vestiam-se de acordo com as normas religiosas dos clérigos missionários. Essa peça continuou a ser usada até o início do século XIX.
Obviamente, não eram todos que usavam o chiripá-saia. Nesse período, as grandes estâncias de gado e as charqueadas começaram a se formar, começando a formar as tradicionais famílias latifundiárias. Assim, os ricos estancieiros se vestiam à europeia, utilizando bragas e casacas, enquanto os empregados das estâncias vestiam rústicas calças, além de irem, aos poucos, introduzindo vestes indígenas como o chiripá-saia e o poncho.

## O Chiripá Farroupilha
No início do Século XIX, as estâncias já estavam bem estabelecidas no sul do Brasil, além da Argentina e do Uruguai. Com o gado arrebanhado, surgiram grandes propriedades voltadas à pecuária. Assim, um grande número de homens passou a trabalhar diretamente com esses animais, tendo sempre como "instrumento de trabalho" o cavalo. Mais do que nunca, a sociedade platina era equina, e o chiripá-saia já se mostrava ineficiente para quem passava horas montado. Surgiu, então, o chiripá farroupilha, também conhecido por chiripá de fralda, que tinha esse nome por ser um grande retângulo de tecido que era passado por entre as pernas, lembrando o aspecto de uma fralda.
	Era uma peça de roupa nitidamente adaptada às novas necessidades do homem do Século XIX, pois se mostrou extremamente versátil para a prática da montaria. Na década de 1820 já era padrão entre os homens do Prata. Teve largo uso durante a Revolução Farroupilha, fato que serviu de base para a alcunha "chiripá farroupilha." Junto com ele, eram usadas ceroulas, que poderiam ser enfiadas para dentro das botas ou expostas por fora dos canos delas, com rendas e enfeites.

## A Extinção do Chiripá
A chiripá farroupilha foi amplamente usado pelo homem do campo até meados da década de 1860. Nesse período, a Inglaterra, no ímpeto imperialista, confeccionava bombachas para o exército turco e passou a vender o resto do estoque para as suas outras "colônias", tendo em vista que a guerra acabara para os turcos. Assim, os calzones bombachos chegaram ao Uruguai, que, na mesma época, estava envolvido na Guerra do Paraguai. No final dessa guerra, os soldados da Tríplice Aliança (Brasil, Argentina e Uruguai) voltaram para seus respectivos países trajando as novas bombachas, uma vez que elas proporcionavam um grande conforto para a montaria.
	Dessa forma, o chiripá foi praticamente extinto, embora haja registros do uso desta peça por alguns combatentes na Revolução Federalista (1893-1895). Hoje em dia ele é usado apenas por Grupos Folclóricos, para reproduzir danças típicas da época.